# Hemetério dos Santos

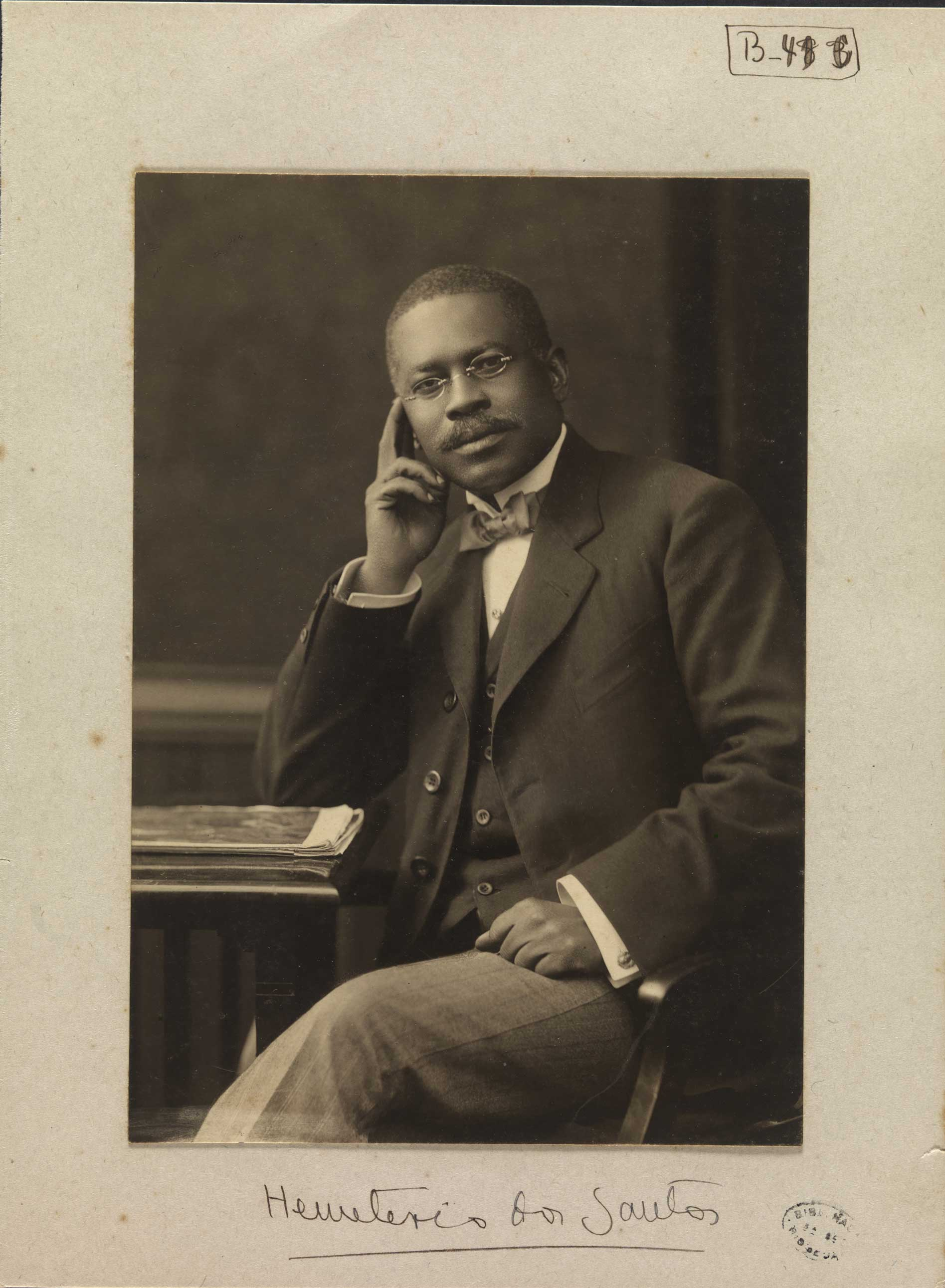
Retrato do professor Hemetério dos Santos, o primeiro professor negro do Instituto de Educação.

Hemetério José dos Santos (Codó, 3 de março de 1858 - Rio de Janeiro, 1939) foi um educador, gramático, filólogo, escritor, literato, militar e ativista contra o racismo no Brasil, sendo um dos primeiros docentes negros a se formar no país. Casou-se com a também professora Rufina Vaz Carvalho dos Santos (1860 - 1952) , neta do tipógrafo e editor Francisco de Paula Brito.

## Biografia
Hemetério José dos Santos nasceu em Codó, Maranhão, filho do fazendeiro Major Frederico dos Santos Marques Baptisei e de Maria, mulher escravizada pertencente ao major. Sua data de nascimento corresponde a data de registro de seu batizado, ocorrido quando Hemetério já tinha 5 anos de idade. Na mesma ocasião em que foi batizado como livre, mais dois irmãos por parte de pai foram batizados, Graciliano e Theophilo.
Fez seus estudos no Collégio da Imaculada Conceição, em São Luis. Nesse período ele foi colega de Benedito Pereira Leite, futuro político do Maranhão.
No início da década de 1870, aos dezesseis anos, Hemetério mudou-se para o Rio de Janeiro, tornando-se professor do Colégio Pedro II, na capital. No colégio, foi professor de francês, onde foi visto pelo próprio imperador, que o elogiou. Também lecionou na Escola Normal do Distrito Federal, onde foi adotado o seu Compêndio de Grammatica Portugueza; e no Colégio Militar do Rio de Janeiro, onde recebeu patente de major do exército, e posteriormente a patente de tenente-coronel honorário. Foi educador do Pedagogium, instituição que exercia a função de coordenar e controlar as atividades pedagógicas no Brasil. Sua ação como educador tinha viés progressista, e suas aulas tratavam de combater o racismo e ensinar a cultura dos povos africanos.

## Preconceito e ativismo
Em sua atuação profissional como professor, Hemetério sofreu preconceitos de pais de discentes, ao verem um professor negro ensinando suas filhas e filhos. Foi o primeiro e único professor negro do Colégio Militar, o que lhe obrigava se impor pela sua erudição para amenizar o preconceito sofrido. Em seu ativismo, ele fez críticas a Machado de Assis, argumentando que o escritor teria ignorado os negros em sua obra, e quando os retratava, era de forma pejorativa (Machado se refere aos negros como vesgos e zarolhos, perpetuando a imagem preconceituosa vigente na literatura e na sociedade de seu tempo).

## Academia Brasileira de Filologia e Homenagens
Hemetério foi fundador da Academia Brasileira de Filologia, ocupando a cadeira de número 25 do qual é patrono.
Nos últimos anos, pesquisas, artigos e principalmente reportagens homenageando o professor vem sendo publicados, deixando de lado o esquecimento do professor. Além disso, uma escola pública no bairro de Jacarepaguá, na zona norte do Rio de Janeiro, carrega seu nome: a Escola Municipal Hemetério dos Santos.

## Obras publicadas
Entre suas principais publicações, destacam-se:
- O livro dos Meninos (1881)
- Grammatica portugueza (1897)
- Segundo Grau Primário
- Pretidão de Amor (conferências literárias)
- Carta aos Maranhenses
- Da construção Vernacular
- Gramática Portuguesa: adotada na Escola Normal do Distrito Federal
- Frutos Cativos (poesia)
- Etimologia: "Preto" (artigo)